# Aeropuerto de Grande Prairie
El Aeropuerto de Grande Prairie (del inglés: Grande Prairie Airport) (IATA: YQU, OACI: CYQU) está ubicado a 3 (5.6 km; 3.5 mi) al noroeste de Grande Prairie, Alberta, Canadá. Es el aeropuerto más grande del Condado de Peace River al noroeste de Alberta y al noreste de Columbia Británica, En el 2006 sirvió a 330,009 pasajeros, y 344,755 pasajeros en el 2007. Este aeropuerto en la actualidad goza de un alto tráfico de pasajeros debido al alto crecimiento económico y poblacional en la ciudad. Este terminal fue construido en el 1981, y recientemente fue completado con renovaciones extensas, las cuales incrementaron el espacio del aeropuerto y añadieron un restaurante en el segundo piso. Otra expansión al terminal sur que inicialmente estaba programada para el 2014 ha sido reprogramada para el 2007. A inicios del 2008 el aeropuerto fue culminado en su primera renovación. En la actualidad ya se encuentra en camino y consiste en añadir otra manga, otra faja para equipajes y una oficina para la administración de aduanas. 
Este aeropuerto también sirve ampliamente el tráfico recreacional del área, incluyendo destinos de Air Canada Jazz y Westjet, también incluye el tráfico de vuelos chárter causado por la alta densidad de petróleo y gas natural en el área. Este aeropuerto también sirve al programa de vuelos sin motor para los cadetes de la Royar Air Force de Canadá.

## Aerolíneas y destinos
- Air Canada Jazz
  - Calgary /  Aeropuerto Internacional de Calgary
  - Edmonton / Aeropuerto Internacional de Edmonton
- WestJet
  - Calgary / Aeropuerto Internacional de Calgary (estacional)
  - Edmonton / Aeropuerto Internacional de Edmonton
- Sunwest Home Aviation
  - Edson / Aeropuerto de Edson
  - Peace River / Aeropuerto de Peace River